# 聖弗朗西斯科市 (法爾孔州)

聖弗朗西斯科市（西班牙語：Municipio San Francisco），是委內瑞拉的一個市，位於該國西北部法爾孔州，首府設於米里米雷，面積346平方公里，2011年人口11,030，人口密度為每平方公里32人。